# 毛家店镇
毛家店镇，是中华人民共和国辽宁省铁岭市昌图县下辖的一个乡镇级行政单位。

## 行政区划
毛家店镇下辖以下地区：
毛家店社区、虻牛哨村、古龙村、六合村、白山村、先锋村、新农村、日月村、兴隆村、张家屯村、后梨树村、横沟村、太阳村、康家沟村、兴源村、十七顷村、大泉眼村、杏山村、侯家村、大六家子村和庙沟村。

## 交通
京哈铁路：毛家店站